# Václav Vacek (houslista)
Václav Vacek (11. července 1918 Hřebeč – 1992) byl český houslista, koncertní mistr a hudební pedagog. Bratr Karla Václava Vacka, sbormistra, dirigenta a ředitele škol v Buštěhradu, Kladně a Praze. Otec pražského houslaře Václava Vacka.
Vystudoval Pražskou konzervatoř, byl žákem Bedřicha Voldana, vyučoval na Vyšší hudebně pedagogické škole v Praze. Byl členem orchestru FOK (1937–1939), od roku 1939 orchestru Národního divadla v Praze, později koncertní mistr, v letech 1942–1948 spoluzakladatel a primárius Kvarteta ND, se kterým vystupoval také v zahraničí.